# Boston (Davao Oriental)
Boston è una municipalità di quarta classe delle Filippine, situata nella Provincia di Davao Oriental, nella Regione del Davao.
Boston è formata da 8 baranggay:
- Caatihan
- Cabasagan
- Carmen
- Cawayanan
- Poblacion
- San Jose
- Sibajay
- Simulao